# Sven Lindahl
Sven Gustaf Lindahl, född 25 juni 1937 i Stockholm, död 2 juli 2025 i Turinge distrikt i Nykvarns kommun, var en svensk journalist, kompositör och sångtextförfattare.  
Lindahl var verksam på Expressen 1957–1958, Stockholms-Tidningen 1958–1960, Dagens eko 1960–1962 och Sveriges Radio-TV 1962–1979, där han också var nyhetsankare i TV:s nyhetssändningar. 1963 och 1966 var han programledare för Melodifestivalen, och kommenterade den europeiska finalen i Luxemburg 1966. Han var programledare för radioprogrammet Nattskiva 1967–1968. 
Lindahl är också känd för sina schlagerlåtar "Mälarö kyrka" och "Hambostinta i kort-kort", och var från 1969 medlem i SKAP. 
Lindahl genomgick flygutbildning vid Stockholms Flygskola 1964–1965 och leveransflög en tvåmotorig Cessna 310 över Atlanten. Flygningen resulterade i boken Vi två fantastiska män i vår flygande maskin som illustrerades av EWK. Han var verkställande direktör i Video Commercial Scandinavia AB 1979–1998 samt var sedan 2003 medarbetare i motormagasinet Nostalgia.